# McHenry (Illinois)
McHenry is een plaats (city) in de Amerikaanse staat Illinois, en valt bestuurlijk gezien onder McHenry County.

## Demografie
Bij de volkstelling in 2000 werd het aantal inwoners vastgesteld op 21.501. In 2006 is het aantal inwoners door het United States Census Bureau geschat op 25.884, een stijging van 4383 (20,4%).

## Geografie
Volgens het United States Census Bureau beslaat de plaats een oppervlakte van 31,4 km², waarvan 30,1 km² land en 1,3 km² water. McHenry ligt op ongeveer 228 m boven zeeniveau.

## Plaatsen in de nabije omgeving
De onderstaande figuur toont nabijgelegen plaatsen in een straal van 8 km rond McHenry.